# Friedhofskapelle (Lauenburg)

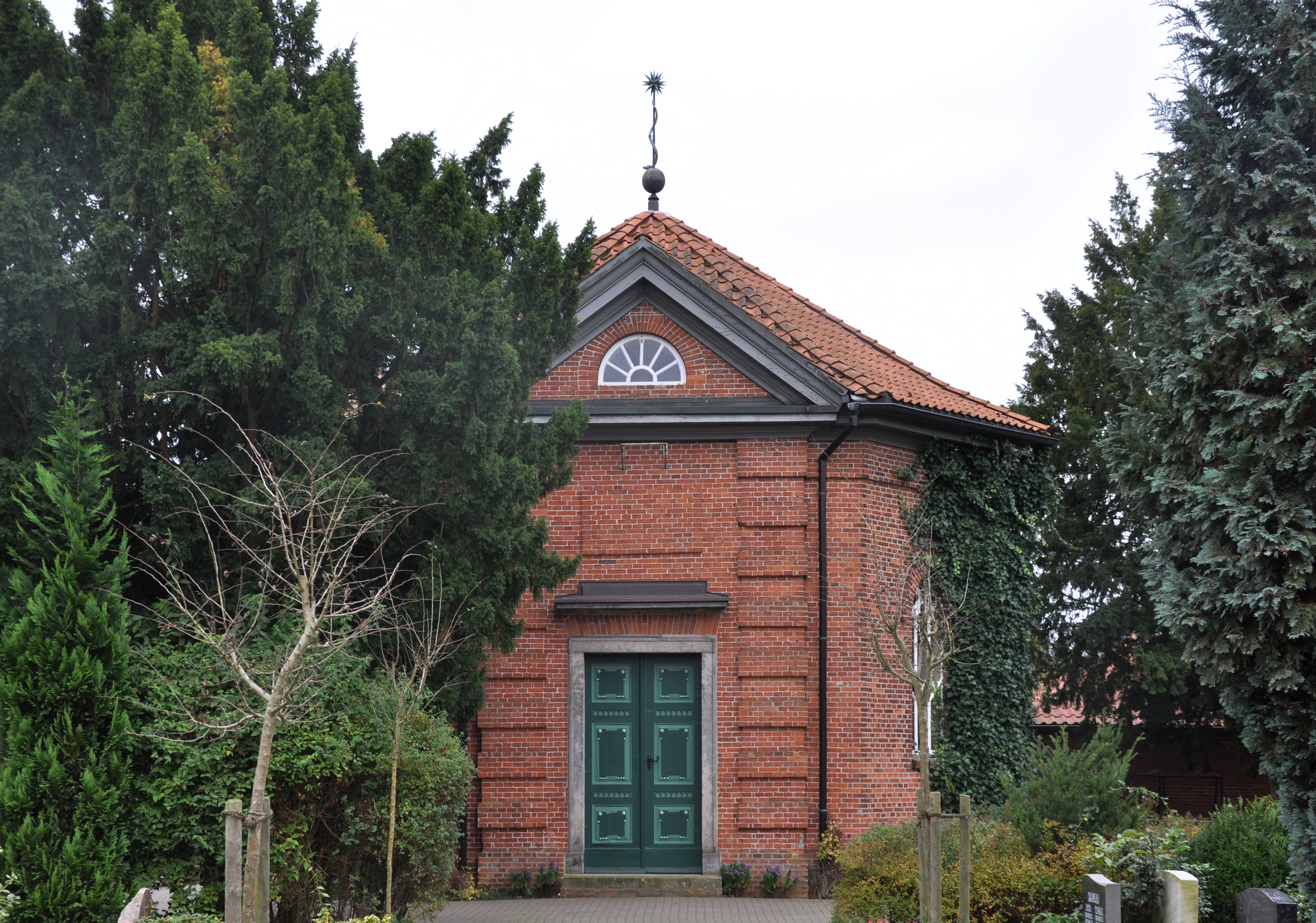
Friedhofskapelle (Lauenburg)

Die Friedhofskapelle (auch Auferstehungskapelle) ist ein geschütztes Kulturdenkmal mit der Objekt-ID 2054 im Denkmalschutzgesetz auf dem Friedhof von Lauenburg/Elbe, einer Stadt im Kreis Herzogtum Lauenburg von Schleswig-Holstein. Die Kirchengemeinde gehört zum Kirchenkreis Lübeck-Lauenburg der Evangelisch-Lutherischen Kirche in Norddeutschland.

## Beschreibung
Der oktogonale, mit einem Zeltdach bedeckte Zentralbau wurde 1809 aus Backsteinen errichtet. Zwei mit Sandstein gerahmte Portale in mit Giebeln bedeckten Wandabschnitten liegen einander gegenüber, über dem südlichen befindet sich eine Inschrift. Die einzelnen Wandabschnitte werden durch quaderförmige Lisenen betont. Die neugotischen Fenster wurden nach 1900 eingebaut.